# Liste der Stolpersteine im Kölner Stadtteil Zündorf
Die Liste der Stolpersteine im Kölner Stadtteil Zündorf führt die vom Künstler Gunter Demnig verlegten Stolpersteine im Kölner Stadtteil Zündorf auf.
Die Liste der Stolpersteine beruht auf den Daten und Recherchen des NS-Dokumentationszentrums der Stadt Köln, zum Teil ergänzt um Informationen und Anmerkungen aus Wikipedia-Artikeln und externen Quellen. Ziel des Kunstprojektes ist es, biografische Details zu den Personen, die ihren (letzten) freiwillig gewählten Wohnsitz in Köln hatten, zu dokumentieren, um damit ihr Andenken zu bewahren.
Anmerkung: Vielfach ist es jedoch nicht mehr möglich, eine lückenlose Darstellung ihres Lebens und ihres Leidensweges nachzuvollziehen. Insbesondere die Umstände ihres Todes können vielfach nicht mehr recherchiert werden. Offizielle Todesfallanzeigen aus den Ghettos, Haft-, Krankenanstalten sowie den Konzentrationslagern können oft Angaben enthalten, die die wahren Umstände des Todes verschleiern, werden aber unter der Beachtung dieses Umstandes mitdokumentiert.
| Bild                                              | Name sowie Details zur Inschrift                                                                  | Adresse                 | Zusätzliche Informationen |
| ------------------------------------------------- | ------------------------------------------------------------------------------------------------- | ----------------------- | --- |
| Stolperstein für Albert Brünell (Am Markt 6)      | Hier wohnte Albert Brünell (Jahrgang 1901) Deportiert 1941 Łódź Für tot erklärt                   | Am Markt 6 (Standort)   | Der Stolperstein erinnert an Albert Brünell, geboren am 16. September 1901 in Köln. Der Arbeiter Albert Brünell wurde zusammen mit seiner Frau Melanie am 30. Oktober 1941 mit dem 16. Transport, dem zweiten Transport von Köln in das Ghetto Litzmannstadt (Łódź) deportiert. Nach neueren Informationen, welche zum Zeitpunkt der Stolpersteinverlegung nicht bekannt waren, wurde Albert Brünell im Mai 1942 von Litzmannstadt (Łódź) nach Kulmhof deportiert und dort ermordet.                                                                         |
| Stolperstein für Melanie Brünell (Am Markt 6)     | Hier wohnte Melanie Brünell, geb. Mayer (Jahrgang 1907) Deportiert 1941 Łódź Für tot erklärt      | Am Markt 6 (Standort)   | Der Stolperstein erinnert an Melanie Brünell, geboren am 25. April 1907 in Niedermendig. Die Buchhalterin Melanie Brünell wurde zusammen mit ihrem Mann Albert mit dem 16. Transport, dem zweiten Transport von Köln nach Litzmannstadt, am 30. Oktober 1941 deportiert. Nach neueren Informationen, welche zum Zeitpunkt der Stolpersteinverlegung nicht bekannt waren, wurde Melanie Brünell im Mai 1942 von Litzmannstadt (Łódź) nach Kulmhof deportiert und dort ermordet.                                                                               |
| Stolperstein für Emma Cahn (Hauptstraße 22)       | Hier wohnte Emma Cahn (Jahrgang 1882) Deportiert 1942 Theresienstadt Ermordet in Auschwitz        | Hauptstr. 22 (Standort) | Der Stolperstein erinnert an Emma Cahn, geboren am 28. Juni 1882 in Zündorf bei Köln. Emma Cahn verzog nach Angaben des Einwohnermeldeamtes Porz am 1. Januar 1936 von Zündorf, Hauptstraße 185 nach Köln, Salierring 12. Sie wurde 1942 in das Vernichtungslager Auschwitz deportiert. Dort verliert sich ihre Spur. |
| Stolperstein für Henriette Cahn (Hauptstraße 22)  | Hier wohnte Henriette Cahn (Jahrgang 1878) Deportiert 1942 Richtung Osten Für tot erklärt         | Hauptstr. 22 (Standort) | Der Stolperstein erinnert an Henriette Cahn, geboren am 16. November 1878 in Köln-Porz. Henriette Cahn lebte bis zu ihrer Deportation am 10. Juni 1942 ins Lager Bardenberg bei Aachen im Haus ihres Bruders Salomon in Zündorf. Von Bardenberg aus wurde sie am 14. Juni 1942 zurück nach Köln gebracht. Von Köln aus wurde Henriette Cahn am 15. Juni 1942, 3.50 Uhr mit einem Transport gemeinsam mit 1002 anderen Personen aus dem Raum Koblenz, Aachen, Köln und Düsseldorf mit unbekanntem Ziel Richtung Osten deportiert, wo sich ihre Spur verliert. |
| Stolperstein für Salomon Cahn (Hauptstraße 22)    | Hier wohnte Salomon Cahn (Jahrgang 1881) Deportiert Tot 15. Januar 1945                           | Hauptstr. 22 (Standort) | Der Stolperstein erinnert an Salomon Cahn, geboren am 22. Januar 1881 in Oberzündorf. Am 15. Januar 1945 wurde Salomon Cahn mit unbekanntem Ziel deportiert. Seit diesem Datum verliert sich jede Spur von Salomon Cahn. Nach dem Krieg wurde er für tot erklärt. |
| Stolperstein für Klara Mayer (Am Markt 6)         | Hier wohnte Klara Mayer, geb. Brünell (Jahrgang 1903) Deportiert 1941 Łódź Ermordet Juli 1942     | Am Markt 6 (Standort)   | Der Stolperstein erinnert an Klara Mayer (geb. Brünell), geboren am 6. Juli 1903 in Köln. Klara Mayer wurde zusammen mit ihrem Mann Leo und Tochter Klara mit dem 16. Transport, dem zweiten Transport von Köln nach Litzmannstadt, am 30. Oktober 1941 deportiert. Nach neueren Informationen, welche zum Zeitpunkt der Stolpersteinverlegung nicht bekannt waren, starb Klara Mayer am 23. Juli 1942 im Ghetto Litzmannstadt (Łódź). |
| Stolperstein für Leo Mayer (Am Markt 6)           | Hier wohnte Leo Mayer (Jahrgang 1904) Deportiert 1941 Łódź Ermordet                               | Am Markt 6 (Standort)   | Der Stolperstein erinnert an Leo Mayer, geboren am 11. September 1904 in Niedermendig. Der Arbeiter Leo Mayer wurde zusammen mit seiner Ehefrau Klara und Tochter Ruth mit dem 16. Transport, dem zweiten Transport von Köln nach Litzmannstadt, am 30. Oktober 1941 deportiert. |
| Stolperstein für Ruth Mayer (Am Markt 6)          | Hier wohnte Ruth Mayer (Jahrgang 1933) Deportiert 1941 Łódź Ermordet                              | Am Markt 6 (Standort)   | Der Stolperstein erinnert an Ruth Mayer, geboren am 12. Februar 1933 in Zündorf. Die Schülerin Ruth Mayer wurde zusammen mit ihren Eltern Klara und Leo mit dem 16. Transport, dem zweiten Transport von Köln nach Litzmannstadt, am 30. Oktober 1941 deportiert. |
| Stolperstein für Karoline Salomon (Marktstraße 7) | Hier wohnte Karoline Salomon (Jahrgang 1872) Deportiert 1942 Theresienstadt Ermordet in Treblinka | Marktstr. 7 (Standort)  | Der am 11. März 2015 verlegte Stolperstein erinnert an Karoline Salomon, geboren am 11. Februar 1872 in Köln. Die alleinstehende Hausfrau Karoline Salomon war die Tochter von Simon und Veronica Salomon (geb. Levi). Am 15. Juni 1942 wurde sie ins Ghetto Theresienstadt deportiert und am 19. September 1942 in das Vernichtungslager Treblinka. Dort verliert sich ihre Spur. |

## Quelle
- NS-Dokumentationszentrum – Stolpersteine | Erinnerungsmale für die Opfer des Nationalsozialismus (Stadtteilliste Zündorf)